# 郭裕洪
郭裕洪（Kwok Yue Hung，1975年2月28日—），生於香港，是一名已退役的香港足球運動員，司職右中場。他是前香港足球代表隊成員，曾為香港上陣達40場國際賽。現時效力香港丙組聯賽業餘球會永高。

## 球會生涯
郭裕洪於12歲開始接觸足球，並在旺角麥花臣遊樂場街場踢球，在15歲參加青少年足球發展計劃，16歲與友人一起加盟香港老牌球會愉園的青年軍，到17歲獲愉園提升上預備組，為球會奪得預備組聯賽冠軍，18歲正式展開其職業球員生涯。
郭裕洪職業生涯的首場為1993/94年度球季對聲控通的甲組聯賽賽事，而他更於同一場比賽取得職業生涯首個入球。1994/95年度球季，已站穩球隊正選右中場位置的他在季末榮膺香港足球明星選舉最佳青年球員。1998/99年度球季，愉園力壓南華重奪甲組聯賽冠軍，令他成功當選香港足球明星選舉最佳11人。
2000年代初期，香港足球進入「冰河時期」。2002/03年度球季開始前，27歲的他因與會方在待遇上未能達成共識而一度考慮掛靴，最後決定接受大幅減薪並延續職業球員生涯，但為求生計的他選擇同時開始在運輸業發展。
郭裕洪隨愉園數度征戰亞協盃，曾獲馬爾代夫球會拉迪恩賞識，但考慮家庭因素後未有接受邀請。效力愉園的12年間，郭裕洪協助球會三奪甲組聯賽冠軍以及多個盃賽錦標，是愉園稱霸甲組聯賽時期的重要功臣之一。
2005/06年度球季，他轉會傑志，在傑志效力的兩年間協助傑志奪得自升班後的首兩個盃賽錦標。
2007/08年度球季，郭裕洪一度退出職業賽場，加盟前球會老闆林大輝主理的丙組聯賽球會沙田，擔任球員兼助教，結果郭裕洪協助沙田以全勝姿態包辦丙組聯賽及初級組銀牌冠軍，個人更以24個入球成為聯賽神射手。
2008/09年度球季，郭裕洪沒有隨沙田升上乙組，反而接受甲組聯賽球會晨曦的邀請，重返職業賽場。他在季初對東方的聯賽賽事中射入職業生涯最後一球入球，賽季完結後正式掛靴。

## 國際賽生涯
1995年，郭裕洪獲選入香港奧運代表隊，出戰1996年亞特蘭大奧運足球外圍賽。1998年起，郭裕洪獲香港隊徵召。2001年，郭裕洪獲選出戰2006年世界盃亞洲區外圍賽，在3場比賽中正選上陣。2003年，郭裕洪重返香港隊，出戰首屆東亞盃外圍賽，香港憑藉其出色的發揮成功出線決賽周。他雖然獲選入決賽周陣容，但未有在決賽周上陣。
2004年，郭裕洪獲選出戰2006年世界盃亞洲區外圍賽，並在首戰作客對馬來西亞的比賽中取得入球。2005年，他再次出戰東亞盃外圍賽，在賽事中兩度以後備身份入替，而對北韓的賽事是他最後一次代表香港隊的比賽。

## 足球風格
郭裕洪是一位前場多面手，主要司職右中場的他同時能踢翼鋒、前鋒和進攻中場等位置。他的腳下技術細膩、有不俗的速度和爆發力，傳射皆精。

## 個人生活
因家人從事家禽業生意，郭裕洪小時便得到「雞仔」這個暱稱。他為人低調，甚少接受訪問或在媒體上亮相。退役後，他習慣早上處理其運輸業的工作，下午和晚上則繼續積極參與業餘足球比賽。
2017年夏天，郭裕洪以42歲之齡加盟由甲組自降的半職業球會、由林大輝主理的南華，並在9月17日對東昇的聯賽在球隊落後3球下後備上陣，20分鐘內大演帽子戲法，加上對方一記烏龍球以4–3神奇反勝。

## 榮譽

### 球會

#### 愉園
- 香港甲組聯賽冠軍（1998–99、2000–01、2002–03年度）
- 香港高級組銀牌冠軍（1997–98、2003–04年度）
- 香港足總盃冠軍（1999–00、2003–04年度）
- 香港聯賽盃冠軍（2000–01年度）
- 香港七人賽冠軍（2001–2002年度）

#### 傑志
- 香港聯賽盃冠軍（2005–06、2006–07年度）
- 香港高級組銀牌冠軍（2005–06年度）

#### 沙田
- 香港丙組聯賽冠軍（2007–08年度）
- 香港丙組聯賽神射手（2007–08年度）

### 國際賽
- 第26屆省港盃（2004年）[9]

個人
- 香港足球明星選舉 最佳青年球員（1994–95年度）
- 香港足球明星選舉 最佳十一人（1998–99年度）

## 外部連結
- 香港足球總會網頁球員註冊資料 （页面存档备份，存于）